# Planctosphaera pelagica
Planctosphaera pelagica behoort tot de kraagdragers en de enige bekende vertegenwoordiger van de klasse Planctosphaeroidea.
De soort is alleen bekend door zijn vrij zwemmende larven. De larven zijn planktonisch (tornaria), vergelijkbaar met die van de nauw verwante eikelwormen, die een trilharenband bezitten om voedseldeeltjes op te vangen. Planctosphaera pelagica is uniek omdat het slijmafscheidende klieren rond de trilhaarband bezit. Mogelijke toepassingen van de slijmklieren zijn onder meer het helpen bij het voeden of afschrikken van roofdieren en parasieten. De larven van Planctosphaera pelagica zijn ook groter dan eikelwormlarven. Het is vanwege de slijmklieren en het verschil in grootte dat ze meestal hun eigen klasse krijgen.
De larven zijn relatief groot met een diameter van 10 tot 27 millimeter en worden gekenmerkt door vertakte trilhaarbanden. Het mondgedeelte van de dieren beslaat ongeveer 2/3 van het oppervlak, de darm is V-vormig.